# Si-Jalak-Harupat-Stadion
Das Si-Jalak-Harupat-Stadion (indonesisch: Stadion Si Jalak Harupat) ist ein multifunktionales Stadion in Soreang in Indonesien, das meistens für Fußballspiele verwendet wird. Das Stadion liegt im Kabupaten Bandung in Jawa Barat und ist das Heimstadion von Persikab Bandung. Von 2009 bis 2013 wurden auch die Heimspiele von Persib Bandung hier ausgetragen. Das Stadion hat offiziell eine Kapazität von 27.000 Zuschauern, Belegungen über 30.000 sind aber auch möglich. Bei Spielen von Persib Bandung war es auch schon mit 40.000 Zuschauern gefüllt.
Im Stadion wurde die Fußball-Südostasienmeisterschaft 2008 ausgetragen. Das Stadion wurde für die U-20-Fußball-Weltmeisterschaft 2021 ausgewählt, die jedoch auf das Jahr 2023 verschoben wurde. In der Saison 2021 der ersten indonesischen Liga, die ohne Zuschauer nur auf Java ausgetragen wurde, war es eins der ausgewählten Stadien.